# Zurg
L'imperatore Zurg (in inglese Emperor Zurg) è un personaggio Disney, apparso nella serie Toy Story, e l'arcinemico di Buzz Lightyear.

## Biografia del personaggio

### Toy Story - Il mondo dei giocattoli
Nel primo film Zurg non appare mai ma viene soltanto citato da Buzz Lightyear, che lo menziona come il suo nemico giurato. Buzz inoltre afferma che Zurg starebbe costruendo un'arma potentissima con cui potrebbe distruggere un intero pianeta e che lui sarebbe il solo in grado di poterlo fermare (un riferimento alla Morte Nera di Guerre stellari). Infatti nel film, prima di scoprire di essere solo un giocattolo, l'unica preoccupazione di Buzz (che si credeva un vero space ranger) è contattare il Comando Stellare per mandare a monte i loschi piani di Zurg. Nell'iniziale sceneggiatura di Toy Story, Zurg doveva originariamente comparire nella sequenza d'apertura del film. La scena è stata poi rimossa e rivista, ed è stata messa all'inizio del secondo lungometraggio.

### Toy Story 2 - Woody e Buzz alla riscossa
Zurg appare fisicamente per la prima volta all'inizio del secondo film, quando Buzz è arrivato sul pianeta che ospita la sua fortezza e sta tentando di sottrarre la fonte della sua energia (una batteria, che si rivela essere solo un ologramma). Nella battaglia che segue, Zurg sconfigge Buzz Lightyear sparandogli con il suo cannone a raggi ionizzati e disintegrandogli la parte superiore del corpo. La scena poi si chiude mostrando che tutta la parte iniziale del film era in realtà un videogioco, al quale stava giocando il dinosauro Rex.
Più avanti nella storia, un giocattolo di Zurg presente nella Fattoria dei Giocattoli di Al esce dalla sua scatola e segue il Buzz Lightyear di Andy, che sta cercando di salvare Woody da Al, un disonesto collezionista di giocattoli. Sempre in Toy Story 2, poco prima, è presente un'altra copia di Buzz Lightyear, che si comporta come Buzz nel primo film (crede di essere un vero Space Ranger), che scappa dalla Fattoria dei Giocattoli di Al e combatte con Zurg usando "armi" giocattolo. Con riferimento al rapporto tra Luke Skywalker e Dart Fener, il malvagio imperatore Zurg afferma di essere in realtà il padre di Buzz. Quando Zurg sembra sul punto di finire la copia di Buzz, Rex accidentalmente colpisce Zurg con la sua lunga coda, mandandolo a cadere nel condotto di un ascensore. Il deluso Buzz quindi guarda oltre il condotto e stende la mano, pensando sconsolato di aver appena perso il padre, mentre Rex è felice di essere riuscito a sconfiggere Zurg nella realtà. Subito dopo si scopre che Zurg sopravvive alla caduta, e che gioca assieme alla copia di Buzz, nel giardino del palazzo di Al.
(Zurg citando la celebre frase di Dart Fener)

### Buzz Lightyear da Comando Stellare - Si parte!
L'imperatore Zurg ha un ruolo molto più importante come antagonista principale della serie televisiva Buzz Lightyear da Comando Stellare, spin-off dei film di Toy Story. Nei tre episodi pilota, il film Buzz Lightyear da Comando Stellare - Si parte!, si scopre che ha un misterioso alleato: Warp Darkmatter, che lui ha chiamato Agente Z. Inizialmente sembrava che Darkmatter fosse buono (anche perché era socio di Buzz) ma poi si scoprirà che è stato sempre alleato di Zurg.
(Zurg, sconfitto, per aver scoperto che il suo arcinemico Buzz con i suoi amici hanno salvato la galassia, alla fine del film)

### Buzz Lightyear da Comando Stellare
Nella serie televisiva Zurg è il sovrano di un impero che ha la sua capitale nel "Pianeta Z", ed è un tipico supercattivo che desidera conquistare il mondo e si vanta di essere un malvagio, capace di architettare i piani più disparati per raggiungere il suo scopo. Al suo servizio stanno il suo braccio destro, il mercenario Warp Darkmatter, serio e intelligente, diversi alieni dall'aspetto di insetti chiamati larve nella serie, e creature in parte robotiche dette cerebrigusci, che spesso subiscono l'ira di Zurg se i piani falliscono e che talvolta fuggono dall'imperatore. Altre volte Zurg assolda personaggi vari per adempiere questa o quella missione.
La personalità di questa versione di Zurg è messa in ridicolo congruamente con il tono della serie: il personaggio perde una parte della severità che si vede nei film di Toy Story, ispirata alla figura di Dart Fener, diventando un personaggio ambizioso, tirannico, infido e sadico, ma anche istrionico, plateale, volubile che tende a organizzare piani anche tanto buffoneschi quanto efficaci, e a trattare in malo modo i suoi sottoposti.
Per tutto il cartone non è specificato a che razza Zurg appartenga: si presume che sia un essere vivente, considerato che in alcuni episodi tossisce, beve acqua, dorme e lacrima; la sua voce ricorda quella di un robot, ha una mimica facciale (come peraltro altri robot nel cartone, e a differenza del giocattolo di Toy Story, il che forse è solo un elemento comico ulteriore), ma non apre mai la bocca quando parla, il che fa pensare che il suo viso sia una maschera e che possa muoversi anche se fatto di metallo. In una puntata nomina gli "Scintilliani", il che potrebbe essere solo una citazione divertente a Warhammer 40.000 estranea al contesto del cartone. In un solo episodio, in un duello con Buzz, Zurg dice "Aspetta, c'è qualcosa che devo dirti: io sono tuo padre", similmente a Toy Story 2: in questo episodio invece la rivelazione è solo un espediente per distrarre Buzz ed avere la meglio nel duello, e per tutto il resto del cartone la questione di un'eventuale parentela fra i due personaggi non è approfondita.

### Toy Story 3 - La grande fuga
In Toy Story 3 Zurg appare solo in una breve sequenza verso i titoli di coda del film, come nuovo giocattolo dell'asilo Sunnyside. Zurg all'inizio sembra quasi spaventato dalla cortesia, dalla gentilezza e dall'allegria dei giocattoli che risiedono in esso, poi fa un sorriso come se il posto gli piacesse. Per tutto il resto del film il personaggio è citato più volte da Buzz nel periodo del film in cui si schiera contro i suoi stessi compagni giocattoli (perché controllato dal malvagio orso Lotso tramite una modalità Demo di cui lo space ranger è dotato).

### Lightyear - La vera storia di Buzz
In questo film si scopre che in realtà l'imperatore Zurg è una versione futuristica e nichilista dello stesso Buzz Lightyear, che vuole però rimediare agli errori commessi in gioventù (come citazione a Toy Story 2, Buzz lo guarda in viso e, vedendo la loro somiglianza, in un primo momento crede di trovarsi davanti al proprio padre). Il nome Zurg deriva dall'unica parola utilizzata dal suo esercito di robot, inoltre, il suo aspetto non è nient'altro che una potente armatura, all'interno della quale si trova un Buzz Lightyear invecchiato e venuto da un futuro alternativo. Il personaggio riferisce di aver testato con successo il cristallo dell'iperspazio proprio durante il test proibito da Burnside tuttavia, nonostante abbia scoperto il carburante per tornare sulla Terra, Burnside ha ordinato il suo arresto immediato per diserzione; così in tale linea Buzz è fuggito dai suoi ormai ex commilitoni ed ha viaggiato nel tempo, in un futuro lontano molti anni, per poi trovare l'armata di robot. Ha in seguito deciso di provare a evitare il naufragio dell'astronave madre di Buzz, Alisha e dei loro compagni e quindi evitare che il gruppo rimanesse bloccato irrimediabilmente su T'Kana Prime. Il Buzz invecchiato-Zurg ha viaggiato indietro nel tempo finché il cristallo di cui disponeva poteva fornire energia, fino all'epoca in cui ha incontrato Buzz, e adesso gli serve il cristallo che Buzz usa, per avere l'energia necessaria a tornare indietro, fino all'arrivo degli astronauti su T'Kana Prime. Quando Buzz scopre che evitare l'impatto sul pianeta non permetterà ad Alisha e Kiko di vivere insieme e mettere su famiglia, e che tale alterazione cancellerà sua nipote Izzy (non essendo appunto mai esistita a seguito di tale cambio) e il resto della squadra, rifiuta di aiutare "Zurg", che perciò gli si rivolta contro. I due Buzz finiscono con l'affrontarsi alla fine del film, nel quale "Zurg" apparentemente viene distrutto, invece nella scena dopo i titoli di coda si vede la sua armatura accendersi, indice che non è morto.
In alcune scene eliminate dal film, che si rifanno allo script originale, i robot "Zurg" molti anni prima avevano soccorso il padre di Buzz, Lawrence "Larry" Lightyear, che era in pericolo durante una missione, e lo stavano aiutando a cercare Buzz nel pianeta su cui i Ranger erano stanziati e si sentivano attaccati dai robot. Larry spiega che insieme ai robot aveva lavorato ad alcuni sviluppi tecnologici. In queste scene "Zurg" come persona non è mai davvero nominato, lasciando il dubbio sulla sua identità, così come quella del creatore dei robot.